# Айинг
Айинг (нем. Aying) — община в Германии, в земле Бавария, примерно в 25 км от Мюнхена.
Подчиняется административному округу Верхняя Бавария. Входит в состав района Мюнхен. Население составляет 4499 человек (на 31 декабря 2010 года). Занимает площадь 44,98 км².
Община подразделяется на 19 сельских округов.
11 октября 2006 года в коммуне побывал президент Российской Федерации Владимир Путин. Визит готовился около года, специально к нему в общине завели «Золотую книгу» — альбом, хранящийся в ратуше и предназначенный для автографов почётных гостей города. Путин стал первым, кто расписался в «Золотой книге» Айинга. Впоследствии свои подписи здесь оставили такие почётные гости, как кронпринцесса Швеции Виктория и регистрировавший свой брак в общине футболист Филипп Лам; к 2023 году было заполнено не более 20 страниц. После вторжения России на Украину подпись Путина была символически прикрыта рисунком ребенка-беженца из Украины. «Сейчас, уже оглядываясь назад, мне не нравится, что эта запись имеется в нашей книге… Конечно, через столько лет стало ясно, что с этим человеком не хотелось бы иметь ничего общего» — сказал в интервью бургомистр коммуны с 2020 года Петер Вагнер.

## Население
| Год  | Численность | Численность |
| ---- | ----------- | ----------- |
| 1970 | 2678        | [ 5 ]       |
| 1975 | 1476        | [ 6 ]       |
| 1987 | 3062        | [ 7 ]       |
| 2011 | 4633        | [ 8 ]       |
| 2012 | 4765        | [ 9 ]       |
| 2013 | 4843        | [ 9 ]       |
| 2014 | 4957        | [ 9 ]       |
| 2015 | 5074        | [ 9 ]       |
| 2016 | 5189        | [ 9 ]       |
| 2017 | 5297        | [ 9 ] [ 1 ] |
| 2019 | 5381        | [ 10 ]      |
| 2021 | 5476        | [ 11 ]      |
| 2022 | 5563        | [ 12 ]      |
| 2023 | 5613        | [ 2 ]       |